# August Coppola
August Floyd Coppola (ur. 16 lutego 1934 w Hartford, zm. 27 października 2009 w Los Angeles) – amerykański wykładowca, pisarz, wykonawca filmowy i mecenas sztuki. Ojciec Nicolasa Cage’a.

## Życie rodzinne
August Coppola był synem flecisty i kompozytora, Carmine'a i tekściarki Italii. Jego rodzeństwem są: reżyser Francis Ford Coppola i Talia Shire, stryjem jest kompozytor Anton Coppola. August Coppola w 1960 roku ożenił się z tancerką Joy Vogelsang, z którą rozwiódł się w 1976 roku. Para miała trzech synów: Marc, Christopher i Nicolas. Jest również wujkiem m.in. reżyserki Sofii Coppoli, aktora Jasona Schwartzmana.
August Coppola dnia 16 kwietnia 1981 roku ożenił się z Marie Thenevin. To małżeństwo skończyło rozwodem się w 1986 roku. Jego ostatnią żoną była Martine Chevallier, aktorka z Comédie-Française w Paryżu.

## Edukacja i praca
August Coppola uzyskał tytuł licencjata na UCLA oraz tytuł magistra na Hofstra University w 1956 roku, gdzie tematem jego pracy było: Ernest Hemingway: Problem naszych czasów. Coppola uzyskał doktorat na Occidental College w 1960 roku.
Wykładał on literaturę porównawczą na Cal State Long Beach w latach 60. i 70. i był członkiem zarządu powierniczego na California State University przed przeprowadzką do San Francisco w 1984 roku. Na Wydziale Sztuki w San Francisco State University pełnił funkcję dziekana. Pełniąc tę rolę, Coppola zdobył miano mistrza sztuki na terenie kampusu tamtejszej uczelni oraz szacunek i poważanie wśród studentów.
Podobnie jak wielu członków jego rodziny, August Coppola pracował również w branży filmowej. Był dyrektorem studia filmowego American Zoetrope, którego właścicielem był brat Augusta, Francis Ford Coppola, gdzie miał znaczący udział w rekonstrukcji filmu niemego z 1927 roku, Napoleon w reżyserii Abela Gance’a. Był on również założycielem i prezesem San Francisco Film i Video Arts Commission i zasiadał w gronie jury na 36. Międzynarodowym Festiwalu Filmowym w Berlinie w 1986 roku. Był on również założycielem i prezesem San Francisco Film i Video Arts Commission. August Coppola był przewodniczącym i dyrektorem generalnym Education First!, organizacji wspomagającej studiu Hollywood wsparcie programów edukacyjnych.
August Coppola pracował również jako przewodnik aprecjacji sztuki dla osób niewidomych. Jest twórcą Tactile Dome, wyposażone w muzeum sztuki w San Francisco, które otwarto na widok publiczny 9 września 1971 roku. W 1972 roku otworzył warsztat Coppola Audiovision wraz z profesorem college’u Gregorym Frazierem, który wykorzystał oryginalny proces dźwiękowych opisów nagrywania filmu i teatru dla osób niedowidzących. Był on również założycielem i prezesem San Francisco Film i Video Arts Commission.
Coppola był autorem powieści romantycznej The Intimacy (1978) i pracował nad drugą powieścią, The Nymbus, gdy mieszkał w Savannah w stanie Georgia.

## Śmierć i dziedzictwo
August Coppola do końca swojego życia mieszkał w Los Angeles, gdzie zmarł na zawał serca 27 października 2009 roku w wieku 75 lat.
Znajdujący się w kampusie San Francisco State 150-tysięczny teatr, August Coppola Theater jest nazwany jego imieniem. Brat Augusta, Francis Ford Coppola zadedykował mu w 1983 roku film pt. Rumble Fish.
Film pt. Uczeń czarnoksiężnika z 2010 roku, został poświęcony Augustowi Coppoli.